# Luzenac
Luzenac är en kommun i departementet Ariège i regionen Occitanien i södra Frankrike. Kommunen ligger  i kantonen Les Cabannes som ligger i arrondissementet Foix. År 2022 hade Luzenac 514 invånare.

## Befolkningsutveckling
Antalet invånare i kommunen Luzenac
Referens: INSEE

## Galleri

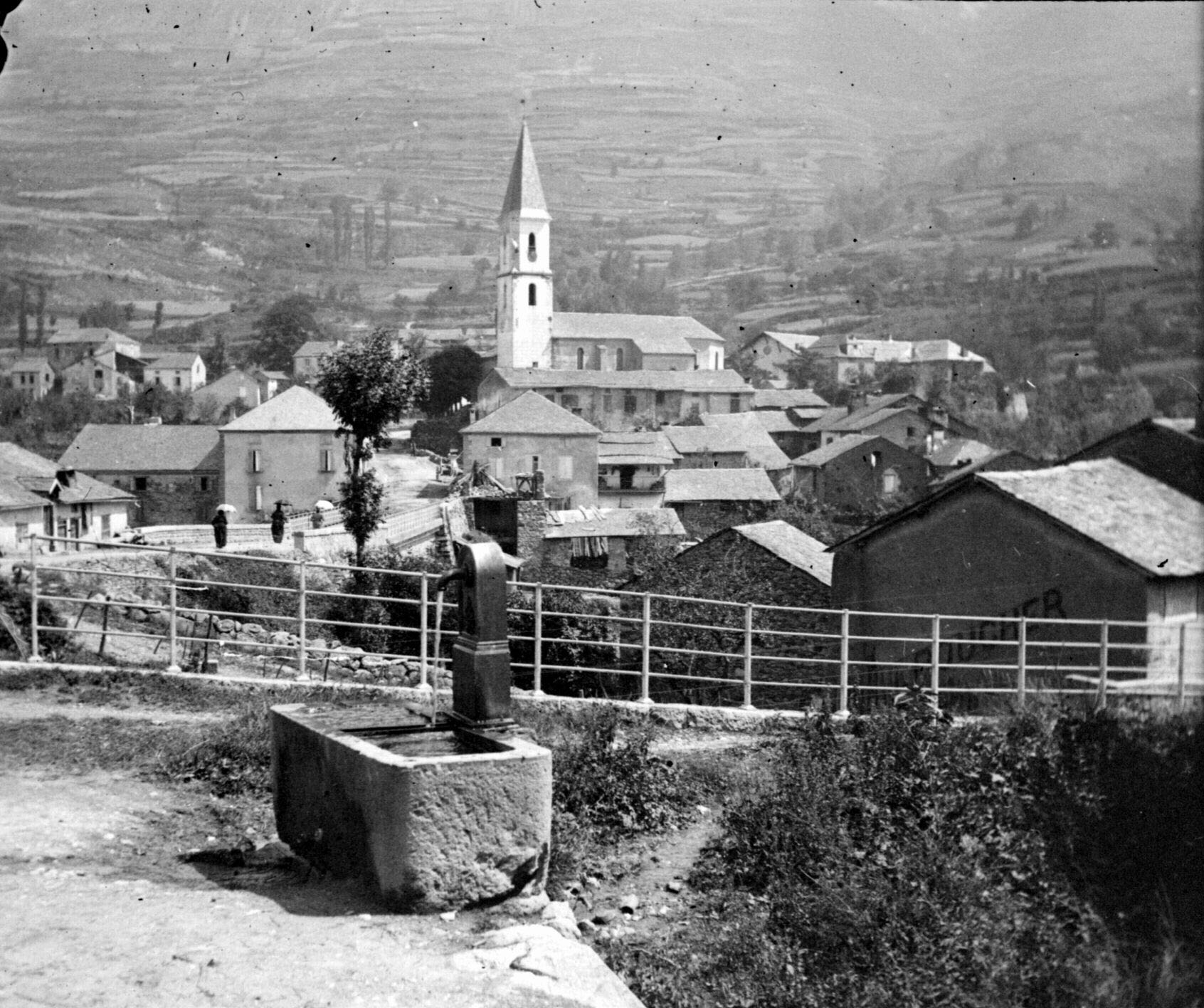
Luzenac år 1900
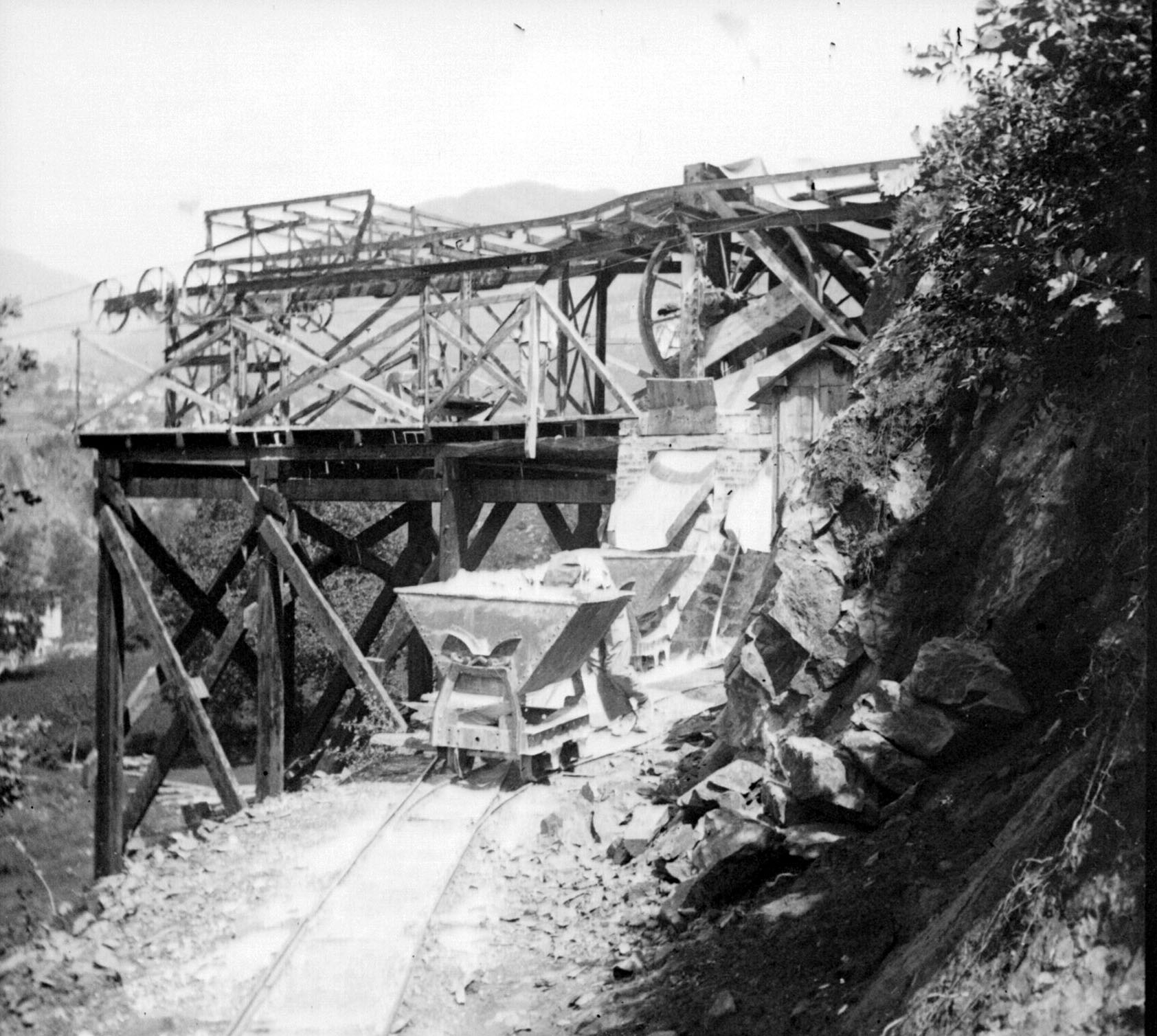